# Jozef Viktor Rohon

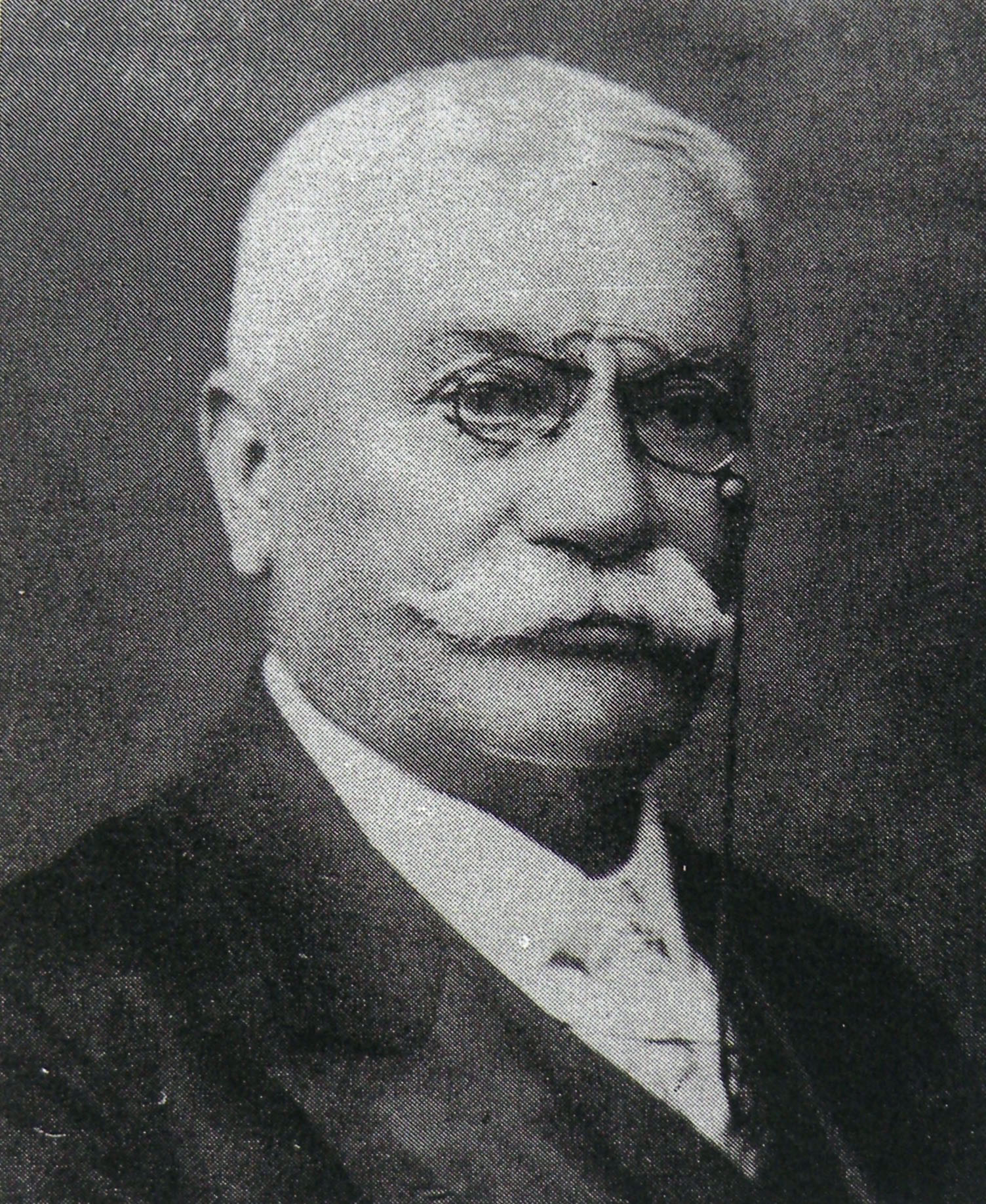
Jozef Viktor Rohon

Jozef Viktor Rohon (także Rohony, Rohonyi, ur. 7 maja 1845 w Temes-Buttyin, zm. 15 marca 1923 w Pradze) – rumuński paleontolog i neuroanatom.

## Życiorys
Ewangelicka rodzina Rohonów pochodziła z północnej części Węgier. Juraj (György) Rohoň (1773–1831) urodził się w  miejscowości Horný Kalník i uczęszczał do ewangelickiego liceum w Schemnitz (Bańska Szczawnica). Razem z rodziną opuścił rodzinne strony pod koniec XIX wieku, w ramach Schwabenzüge (kolonizacji tych ziem po wojnach tureckich). Juraj Rohonyi był jednym z prekursorów zainspirowanego przez kościół ewangelicki słowackiego panslawizmu i nieprzejednanym przeciwnikiem Węgier. Z żoną Evą Plachlinsky miał co najmniej jednego syna, Ferdinanda (Nándor) Rohonyi. Ferdinand był ewangelickim nauczycielem i kaznodzieją, zamieszkałym w Glozsán. 25 czerwca 1844 ożenił się z Rosą (Rózsa) Wodár w rumuńskiej miejscowości Kleinschemlak (Șemlacu Mic). 7 maja 1845 w Temes-Buttyin urodził się im najprawdopodobniej jedyny syn, Josef Victor Rohon.
Jozef Viktor Rohon ukończył szkołę w Ödenburgu 30 stycznia 1865 roku, 14 października 1867 podjął studia na wydziale teologicznym Uniwersytetu w Wiedniu, jednak po dwóch latach zmienił kierunek i od 1871 studiował medycynę. Po dziesięciu semestrach przerwał studia; jego dysertacja została wydrukowana w Monachium w 1884 roku. 1 sierpnia 1884 Rohon otrzymał tytuł doktora magna cum laude, jednak z powodu intryg współpracowników, głównie Karla Langera von Edenberga, nie dostał posady na uczelni.
Następnie był asystentem Karla Alfreda Zittla i później docentem paleontologii. W 1888 roku wyjechał do Sankt Petersburga, gdzie pracował naukowo jako paleontolog do co najmniej 1895 roku. Od 1896 lub 1897 roku w Pradze. Tam kierował Instytutem Histologiczno-Embriologicznym przy Uniwersytecie Karola Ferdynanda.
Z żoną Boženą miał pięcioro dzieci.

## Dorobek naukowy
Zajmował się neuroanatomią ryb, lancetnika i człowieka (1877–1887), po 1887 poświęcił się paleontologii, opisując konodonty i paleozoiczne ryby.
W 1884 roku opisał w rdzeniu kręgowym ryb komórki, znane dziś jako komórki Rohona-Bearda. Ten typ neuronów w 1889 roku opisał również u ryb Beard, a Burckhardt u płazów.

## Wybrane prace
- Das Centralorgan des Nervensystems der Selachier. Denkschriften der kaiserlichen Akademie der Wissenschaften in Wien, mathematisch-naturwissenschaftliche Classe, 38, 43-108, Wien 1877
- Ueber den Ursprung des Nervus vagus bei Selachiern mit Berücksichtigung der Lobi electrici von Torpedo. Arbeiten aus dem zoologischen Institute der Universität Wien und der zoologischen Station in Triest, 1 (3), 1-22, Wien 1878
- Untersuchungen über den Bau eines Microcephalen-Hirnes. Arbeiten aus dem zoologischen Institute der Universität Wien und der zoologischen Station in Triest 2 (1), ss. 1-58 (1879)
- Ueber den Ursprung den Nervus acusticus bei Petromyzonten. Sitzungsberichte der Kaiserlichen Akademie der Wissenschaften. Mathematisch-Naturwissenschaftliche Classe (1882)
- Untersuchungen ueber Amphioxus Lanceolatus. Ein Beitrag zur vergleichenden Anatomie der Wirbelthiere. (1882)
- Zur Anatomie der Hirnwindungen bei den Primaten. München 1884
- Histiogenese des Rückenmarkes der Forelle. Sitzungsberichte der mathematisch-physikalischen Classe der königlich bayerischen Akademie der Wissenschaften zu München, 14, 38-57, München 1885
- Bau und Verrichtungen des Gehirns. Vortrag gehalten in der anthropologischen Gesellschaft zu München. Heidelberg 1887
- Rohon, Zittel KA. Ueber Conodonten. Sitzungsberichte der mathematisch-physikalischen Classe der königlich bayerischen Akademie der Wissenschaften zu München, 16, 108-136, München 1887
- Die Dendrodonten des devonischen Systems in Russland. Palaeontologische und vergleichend-anatomische Studie. Mémoires de l’Académie Impériale des Sciences de St.-Pétersbourg, 7. Ser., 36 (14), 1-53, St. Petersburg 1889
- Über fossile Fische vom oberen Jenissei. Mémoires de l’Académie Impériale des Sciences de St.-Pétersbourg, 7. Ser., 36 (13), 1-17, St. Petersburg 1889
- Die obersilurischen Fische von Oesel. Mém. Acad. Imp. Sci. St. Petersbourg (7) XLI. No. 5. 1893.
- Die Jura-fische von Ust-balei in Ost-sibirien. 1890
- Über unter-silurische Fische. Bulletin de l’Académie Impériale des Sciences de St.-Pétersbourg, N.S., 1, 269-277, St. Petersburg 1890
- Die Segmentirung am Primordialcranium der obersilurischen Thyestiden. St Petersburg 1895 - (S.-A.a.: Verh. d. K.Russ. Min. Ges. Petersb. 2/28/2).
- Weitere Mittheilungen uber die Gattung Thyestes. Bulletin de l'Academie Imperiale des Sciences de St.-Petersbourg (1896)